# Kasra
Kasra er et diakritisk tegn i det arabiske skriftsprog. Kasra er en simpel skrå streg, der sættes under et bogstav for at markere, at en kort "i"-lyd /i/ følger, eller at bogstavet skal udtales som en lang "i"-lyd. Tegnet udelades dog typisk.
| Sprog | Spire Denne artikel om sprog er en spire som bør udbygges. Du er velkommen til at hjælpe Wikipedia ved at udvide den. |